# Poder explicativo
Poder explicativo é a habilidade de uma teoria em efetivamente explicar o assunto ao qual pertence. De uma teoria às vezes é dito ter mais poder explicativo do que outra sobre o mesmo assunto se ela oferece maior poder preditivo. Isto é, oferece mais detalhes sobre o que deveríamos esperar ver e aquilo que não se deveria esperar.
O poder explicativo também pode sugerir que mais detalhes de relações causais são fornecidas ou que mais fatos são relatados. O cientista David Deutsch acrescenta que uma boa teoria não é apenas preditiva e falseável (ou seja, testável); uma boa explicação também fornece detalhes específicos que se encaixam junto tão firmemente que é difícil mudar um detalhe sem afetar a teoria inteira. O contrário de poder explicativo é impotência explicativa.

## Visão global

Deutsch diz que a verdade consiste de asserções detalhadas e "difíceis de variar sobre a realidade".

O físico David Deutsch oferece um critério para uma boa explicação que diz poder ser precisamente tão importante para o progresso científico quanto aprender a rejeitar apelos à autoridade como adotar o empiricismo formal e a falseabilidade. Para Deutsch, estes aspectos de uma boa explicação, e outros mais, são contidos em qualquer teoria que é específica e "difícil de variar". Ele acredita que este critério ajuda a eliminar "más explicações" que continuamente acrescentam justificativas e podem, de outro modo, evitar em que alguma vez sejam verdadeiramente falsificadas.
Deutsch toma exemplos de mitologia grega. Descreve o quanto são específicas e que até mesmo teorias um tanto falsificáveis são fornecidas para explicar como a tristeza dos deuses causou as estações. Alternativamente, Deutsch indica que alguém poderia ter apenas explicado facilmente as estações como resultantes da felicidade dos deuses - tornando-a uma explicação ruim, já que é muito fácil arbitrariamente mudar detalhes. Sem os critérios de Deutsch, a 'explicação dos deuses gregos' poderia ter apenas mantido justificativas adicionais. Este mesmo critério, de ser "difícil de variar", pode ser o que faz a explicação moderna para as estações uma boa: nenhum dos detalhes - sobre a terra girando em torno do sol em um certo ângulo em uma certa órbita - pode ser facilmente modificada sem mudar a coerência da teoria.